# Chrysometa lepida
Chrysometa lepida este o specie de păianjeni din genul Chrysometa, familia Tetragnathidae. A fost descrisă pentru prima dată de Keyserling, 1881.
Este endemică în Peru. Conform Catalogue of Life specia Chrysometa lepida nu are subspecii cunoscute.